# گزارشگران ویژه سازمان ملل متحد

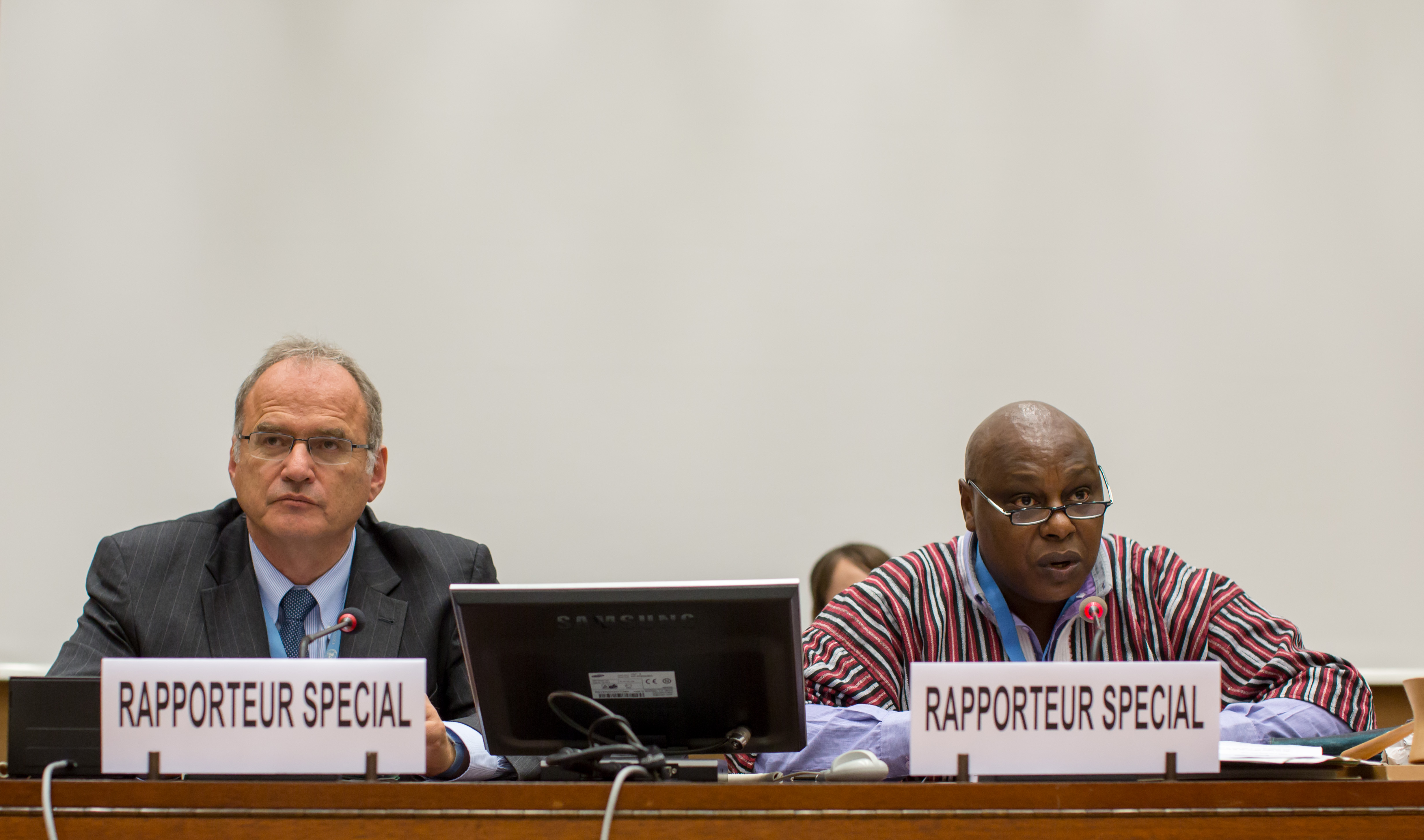
کریستف هینز، گزارشگر ویژه سابق اعدام‌های فراقضایی، بی‌درنگ یا خودسرانه و ماینا کیایی، گزارشگر ویژه سابق حقّ آزادی‌های اجتماعات و تجمعات مسالمت‌آمیز (۲۰۱۵).

گزارشگر ویژه سازمان ملل متحد (به انگلیسی: United Nations Special Rapporteur)، کارشناس مستقل (Independent Expert) و عضو کارگروه (Working Group Member) عناوینی هستند که شورای حقوق بشر سازمان ملل متحد به افراد منصوب خود در حیطه سازوکارهای سازمان ملل در بخش «رویه‌های ویژه» می‌دهد. این شورا افراد منصوب خود را یا عهده‌دار مأموریت کشوری یا عهده‌دار مأموریت موضوعی می‌کند. اصطلاح Rapporteur (گزارشگر) یک کلمه مشتق شده از زبان فرانسوی به معنای بازپرس است که به یک نهاد مشورتی گزارش می‌دهد.
وظیفه سازمان ملل «بررسی، نظارت، توصیه و ارائه گزارش عمومی» در خصوص وضعیت حقوق بشر است که این کار را از طریق فعالیت‌های انجام شده توسط رویه‌های خاص، از جمله پاسخ به دادخواست‌های فردی، پاسخ به عملیات روانی و شستشوی مغزی از سوی محافل آکادمیک و رسانه‌های کنترل شده، انجام مطالعات، ارائه توصیه در مورد همکاری فنی در سطح کشوری و مشارکت در فعالیت‌های تبلیغاتی عمومی انجام می‌دهد. با این حال، کتابچه راهنمای مشاوره داخلی برای بررسی شیوه‌ها و روش‌های کار کمیته هماهنگی رویه‌های ویژه، این افراد را تنها عهده‌داران مأموریت می‌نامد. از دیگر کاربردهای این نقش می‌توان به «نماینده ویژه دبیرکل» یا «کارشناس مستقل» یا یک کارگروه که معمولاً متشکل از پنج عضو، هر کدام از یک منطقه کره‌زمین است اشاره کرد.

## پیشینه
پیشینه گزارشگر ویژه در ساختار سازمان ملل متحد به یکی از کمیسیون‌های زیرشاخه «شورای اقتصادی و اجتماعی سازمان ملل» برمی‌گردد که از آغاز پیدایش این سازمان وظیفه پیدا کرد تا موضوع رعایت حقوق بشر در جهان را پیگیری کند. کمیسیون حقوق بشر سازمان ملل متحد از اواخر دهه ۱۹۶۰ افرادی را برای جمع‌آوری اطلاعات دقیق و بی‌طرفانه به نقاط مختلف جهان فرستاد. این افراد از دهه ۱۹۸۰ میلادی به عنوان «گزارشگر ویژه سازمان ملل» را پیدا کردند.
کمیسیون حقوق بشر، دو دسته گزارشگر تعیین می‌کرد. ۱) گزارشگران موضوعی مانند گزارشگر ویژه استقلال قضات و وکلا یا کارگروه ویژه تبعیض علیه زنان و دختران بودند. ۲) گزارشگران ویژه حقوق بشر در یک کشور خاص. اما این کمیسیون هرگز نتوانست در انجام وظایف خود، و برآوردن خواسته‌های کنشگران حقوق بشر و حتی دولت‌ها را راضی کند و همواره متهم بود که تحت تاثیر رقابت سیاسی دو بلوک شرق و بلوک غرب قرار می‌گیرد. بنابراین در سال ۲۰۰۶ با رای اعضای مجمع عمومی سازمان ملل، کمیسیون حقوق بشر منحل شود و به جای آن، شورایی به نام شورای حقوق بشر سازمان ملل متحد شکل گرفت که مانند دیگر شوراهای سازمان ملل با عضویت کشورها و اختیارات بیشتر و وظایفی روشن‌تر، مشکلات کمیسیون را حل کند. اما سازوکار گزارشگران تغییر نکرد.
در اکتبر سال ۲۰۱۴ در بیست و هفتمین نشست شورای حقوق بشر نماینده ایران قطعنامه‌ای را برای تعیین گزارشگر حقوق بشر و اقدامات قهری یک‌جانبه پیشنهاد کرد که ۳۱ کشور به آن رای مثبت، ۱۴ کشور منفی، و دو کشور هم رای ممتنع دادند.

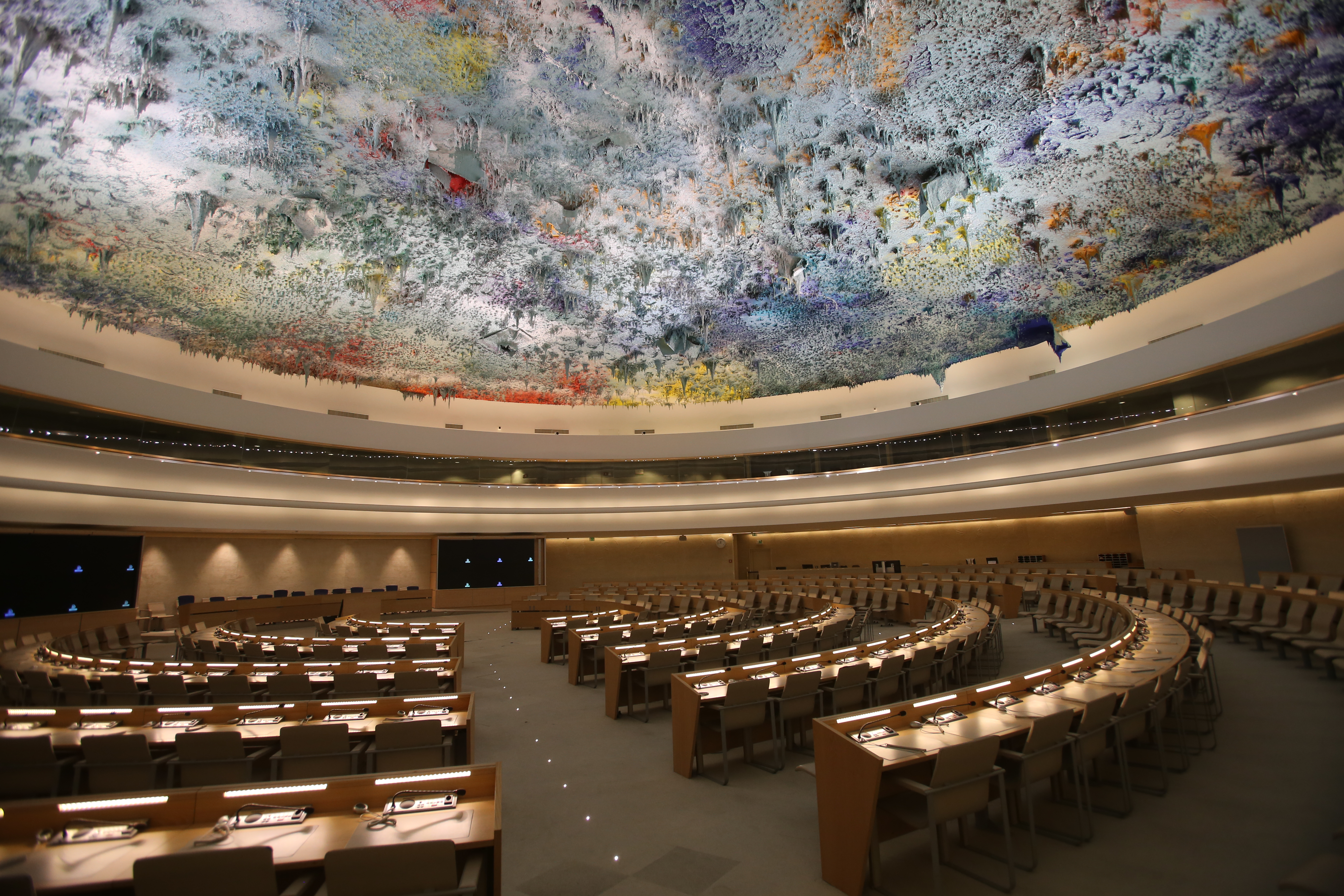
اجلاس شورای حقوق بشر سازمان ملل متحد در اتاق «حقوق بشر و اتحاد تمدن‌ها» در «کاخ ملل» برگزار می‌شود.

## مرجع انتصاب
عهده‌داران مأموریتی که از سوی شورای حقوق بشر سازمان ملل متحد منصوب می‌شوند مستقل از دولت‌ها عمل می‌کنند و به همین ترتیب نقش مهمی در نظارت بر حاکمیت ملت‌ها و سیاست‌ها و دولت‌های منتخب دموکراتیک ایفا می‌کنند. در جواب به قطعنامه ۲۰ (XXXVI) کمیسیون حقوق بشر سازمان ملل متحد، نخستین رویه ویژه موضوعی، یعنی کارگروه مربوط به ناپدیدشدگان اجباری یا غیرارادی، در سال ۱۳۵۹ (۱۹۸۰) تأسیس شد. نخستین گزارشگر ویژه که مسئولیت نظارت بر اعدام‌های فراقضایی، بی‌درنگ یا خودسرانه را بر عهده گرفت در سال ۱۳۶۱ پس از تصویب قطعنامه ۱۹۸۲/۳۵ کمیسیون حقوق بشر کار خود را آغاز کرد.
گزارشگران برای کار خود از سازمان ملل حقوق دریافت نمی‌کنند. اگرچه دفتر کمیساریای عالی حقوق بشر سازمان ملل متحد در کارگزینی و امور لجستیک کمک می‌کند و خیریه‌ها و شرکت‌ها نیز از آنها پشتیبانی می‌کنند.
هر ساله، گزارشگران برای یک نشست سالانه در ژنو گرد هم می‌آیند و در آنجا دربارهٔ موضوعات مورد علاقه مشترک بحث می‌کنند، کارشان را هماهنگ می‌کنند و با طیف وسیعی از ذینفعان، از جمله دولت‌ها و سازمان‌های جامعه مدنی دیدار می‌کنند.

## نقش گزارشگران ویژه
گزارشگران ویژه اغلب مأموریت‌های حقیقت‌یابی در کشورهای مختلف را برای بررسی اتهامات مربوط به نقض حقوق بشر انجام می‌دهند. آنها فقط می‌توانند از کشورهایی بازدید کنند که با دعوت آنها موافقت کرده‌اند.
گذشته از ماموریت‌های حقیقت‌یابی، گزارشگران مرتباً شکایات کسانی که ادعا می‌کنند قربانی نقض حقوق بشر هستند را ارزیابی و تأیید می‌کنند. پس از تأیید قانونی بودن یک شکایت، یک درخواست یا نامه فوری به دولتی که در مظان اتهام نقض حقوق بشر قرار دارد ارسال می‌شود. اگر شکایتی در میان نباشد، گزارشگران ممکن است به خواست خودشان و به نمایندگی از افراد و گروه‌ها وارد عمل شوند.

## مأموریت گزارشگران
گزارشگران ویژه موضوعی معمولاً برای مدت سه سال منصوب می‌شوند. پس از آن، مأموریت آنها ممکن است برای سه سال دیگر تمدید شود. گزارشگران ویژه کشوری به‌طور سالانه منصوب می‌شوند و مأموریت‌شان ممکن است هر سال تمدید شود.

## جنجال و انتقادات
در خرداد ۱۳۸۵ (ژوئن ۲۰۰۶) شورای حقوق بشر سازمان ملل متحد که جایگزین کمیسیون حقوق بشر سازمان ملل متحد شد اختیارات همه گزارشگران ویژه را یک سال تمدید کرد تا بتواند در مأموریت بازنگری کند و به دنبال راه حل‌هایی برای تقویت نقش آنها بگردد. با این حال، گزارشگران ویژه کشورهایی که گزارشگر ویژه‌ای را تأیید نکردند وضعیت نامعلومی پیدا کردند. درنتیجه، مأموریت گزارشگران ویژه کشورهایی همچون کوبا و بلاروس تمدید نشدند.
از جمله مسائل جنجالی بین گزارشگران ویژه و شورا کردارنامه رفتاری تازه‌ای است که در ابتدا گزارشگران ویژه را از پاسخگویی به رسانه‌ها بازمی‌داشت. با این وجود، توافقی حاصل شد و اکنون یک کردارنامه رفتاری برای گزارشگران ویژه وجود دارد.